# Notonecta maculata
Notonecta maculata es un especie de insectos acuáticos de la familia Notonectidae, de distribución europea.

## Morfología
Notonecta maculata son insectos de color marrón claro del orden Hemiptera. Estos insectos tienen una serie de marcas oscuras en sus alas y cuerpo, y tienen grandes ojos rojizos. Sus patas traseras están modificadas en forma de remos, para que puedan nadar en el agua.
Pueden llegar hasta 2 centímetros de longitud en su estadio adulto.
N. maculata se puede distinguir de otras especies de Notonecta por sus alas delanteras de color ladrillo moteado.

## Dieta
Notonecta maculata son depredadores voraces, comen muchas especies de invertebrados que se encuentran en sus hábitats. En sus estadios juveniles, comen principalmente Daphnia magna y zooplancton, y en el estadio adulto también incluyen huevos de mosquito en su dieta, aunque también comerán casi todo lo que puedan encontrar.
La cantidad de luz presente afecta a la tasa de depredación de Notonecta maculata juvenil, aunque esto no se basa en la hora del día. En la oscuridad, detectan Daphnia a distancias más cortas, por lo que comen las Daphnias más grandes en distancias cortas.

## Hábitat
Notonecta maculata generalmente vive en pequeños estanques de agua dulce de toda Europa, pero también se puede encontrar en estanques de retención de aguas pluviales, lagos, pantanos y ríos, siempre que el agua en la que se encuentren sea de agua dulce. Aunque pueden vivir en un solo estanque durante toda su vida, usarán sus alas para volar a un estanque diferente en presencia de depredadores de vertebrados.
El género Notonecta selecciona hábitats que les permiten explotar estrategias específicas de alimentación. Estos hábitats tienen en cuenta la presencia y densidad de la vegetación, la opacidad del agua, la naturaleza del sustrato y la abundancia y diversidad de presas. Los estadios de N. maculata tienden a sobrevivir mejor en un entorno en el que estos elementos se encuentran en un estado relativamente simple, y no sobreviven tan bien cuando estos factores en el entorno son más complejos.